# Listă de umoriști români
Aceasta este o listă de umoriști români în ordine alfabetică:

## A
- Felix Aderca
- Tudor Arghezi
- Ars Amatoria
- Alexandru Arșinel

## B
- Anton Bacalbașa
- Ștefan Baciu
- Ion Băieșu
- Ștefan Bănică
- Aurel P. Bănuț
- Constantin Gheorghe Banu
- Ioan A. Bassarabescu
- Nicolae Constantin Batzaria
- Pavel Bechet
- Constantin Beldie
- Geo Bogza
- H. Bonciu
- Gheorghe Brăescu
- Traian Brăileanu
- Gheorghe Brătescu

## C
- Ion Luca Caragiale
- Horia Căciulescu
- Puiu Călinescu
- Toma Caragiu
- Alexandru Cazaban
- Ștefan Cazimir
- Mihail Celarianu
- Grig Chiroiu
- Marcelo Cobzariu
- N. D. Cocea
- Jean Constantin
- Nicu Constantin
- Ion Creangă
- N. Crevedia
- Mircea Crișan

## D
- Mircea Damian
- Sergiu Dan
- Mircea Demetriade
- George Diamandy
- I. Dragoslav
- Doru Octavian Dumitru

## F
- Horia Furtună

## G
- Horia Gârbea
- Pantazi Ghica
- Cristian Grețcu
- Silviu Gherman

## H
- Enea Hodoș
- Calistrat Hogaș

## I
- Dumitru Iacobescu (Armand Iacobsohn)
- Cip Ieșan
- Toni Ionescu
- Emil Isac

## L
- Barbu Lăzăreanu
- Nae Lăzărescu
- Jean Lemne
- Petre Locusteanu
- Dan Lungu

## M
- Alexandru Macedonski
- Cătălin Marin
- Dan Mihăescu
- Mugur Mihăescu
- Ion Minulescu
- I. I. Mironescu
- Cilibi Moise
- Ioan T. Morar
- Jean Moscopol
- Vasile Muraru
- Tudor Mușatescu‎

## N
- Mircea Nedelciu
- Constantin S. Nicolăescu-Plopșor

## P
- Cornel Palade
- Dumitru D. Pătrășcanu
- Amza Pellea
- Florin Petrescu
- Radu Pietreanu
- Ioan Gyuri Pascu
- Vasile Pogor
- Ovidiu Popa
- Stela Popescu

## R
- Dem Rădulescu
- Ciupi Rădulescu
- Ion Heliade Rădulescu
- Mihai Ralea
- George Ranetti
- George Robu
- Stephan Roll

## S
- Dan Sava
- Octavian Sava
- Mirela Stoian
- Valentin Șerbu
- Nicolae Stroe
- Mihail Sorbul
- Theodor Speranția
- Henri Stahl
- Avram Steuerman-Rodion
- Valentin Silvestru
- Damian Stanoiu

## T
- Constantin Tănase
- Nicuță Tănase
- Efim Tarlapan
- Păstorel Teodoreanu
- Dem. Theodorescu
- George Topîrceanu
- Romică Țociu
- Tristan Tzara

## U
- V. A. Urechia
- Urmuz

## V
- Vasile Vasilache
- Ion Vinea

## X
- Nicolae Xenopol

## Z
- Constantin Zamfirescu
- Paul Zarifopol

## Vezi și
- Umor românesc
- Listă de umoriști

Format:Listă de umoriști după țară